# 中国音乐金钟奖
中国音乐金钟奖（英語：The Chinese Golden Bell Award for Music）是由中共中央宣传部批准设立，中国文学艺术界联合会和中国音乐家协会共同主办的国家音乐大奖，为全国唯一常设的音乐综合性大奖。中国音乐金钟奖创办于2001年，是与戏剧梅花奖、电视金鹰奖、电影金鸡奖并列的国家级艺术大奖。从2003年第三届开始，金钟奖永久落户广州。此奖项与中華民國新聞局創辦的金鐘獎不同。

## 奖项设置
中国音乐金钟奖从2005年起由每年一届改为两年一届，比赛项目分常设项目和非常设项目，每届进行轮换。2007年第六届金钟奖增设理论评论奖，并在表演奖中增设全国合唱比赛和全国流行音乐大赛。2009年第七届金钟奖首设终身成就奖。2011年第八届金钟奖首设港澳台赛区，港澳台选手获批参与金钟奖。2013年第九届金钟奖设作品奖、表演奖、理论评论奖、终身成就奖四个奖项。
- 作品奖：包括器乐作品奖（小型器乐组合）和声乐作品奖（组合演唱）
- 表演奖：包括八大赛项，分别为二胡比赛，古筝比赛，民乐组合，钢琴比赛，钢琴与弦乐重奏比赛，声乐演唱比赛（美声组、民族组）合唱比赛和流行音乐大赛（男声组、女声组，组合组演唱）
- 理论评论奖：按中国音乐史学，民族音乐学，西方音乐史学和音乐美学四个类别进行评选
- 终身成就奖